# أصوات ياني (ألبوم ياني)
أصوات ياني، أو Yanni Voices هو الألبوم الرابع عشر الذي أصدره ياني والخامس المسجل دي في دي مباشر. أطلق هذا الألبوم عام 2009.
كان ألبوم أصوات أول ألبوم لياني يسجل في استديو منذ نحو 6 سنوات. بالتعاون مع المنتج ريك ويك، قدم ياني عدداً من مقطوعاته الكلاسيكية مع أصوات غنائية. كما قدّم أربع مطربين جدد هم ليزلي ميلز، كلوي (مغنية أمريكية)، ناثان باتشيكو وإندر توماس.
أصدرت شركة «ديزني بيرل إمبرنت» هذا الألبوم ونظّم قسم بوينا فيستا كونسيرتس جولة واسعة النطاق بدأت في نيسان (أبريل) 2009. انطلقت هذه الجولة بحفل خاص تم تصويره في منتدى موندو أمبريال في أكابولكو في المكسيك. بث هذا الحفل تلفزيونياً في آذار (مارس) 2009 على بوبليك برودكاستنغ سيرفيس.
ضم ألبوم «أصوات ياني» مجموعة من الثنائيات باللغة الإسبانية مع فناني تسجيل لاتينيين ومطربين جدد. ومن الضيوف المميزين الذين شاركوا في هذا الألبوم لوسيرو وكريستيان كاسترو وخوسيه خوسيه.
احتل الألبوم مرتبة ضمن أعلى 200 أغنية حسب بيلبورد (مجلة) واحتل المرتبة الأولى في قائمة موسيقى العصر الجديد. احتل الإصدار الإسباني من الألبوم المرتبة الثاني في قائمة العصر الجديد الصادرة عن بيلبورد والمرتبة الخامسة في قائمة البوب اللاتيني والمرتبة 13 في قائمة اللاتيني الشامل.